# Élections fédérales canadiennes de 2008
Les élections fédérales canadiennes de 2008 ont lieu le 14 octobre 2008 afin d'élire la 40e législature du Canada.
La campagne débute le 7 septembre 2008 par la dissolution de la 39e législature à la demande du Premier ministre conservateur Stephen Harper : au pouvoir depuis 2006 avec un mandat minoritaire, il espère alors remporter une majorité à la Chambre des communes.
Bien qu'ils parviennent à remporter 19 sièges supplémentaires, les conservateurs restent minoritaires. Le Parti libéral conduit par Stéphane Dion recueille 26,3 % des voix, ce qui est alors le pire résultat de son histoire, alors que le NPD de Jack Layton progresse. Le Bloc québécois remporte une nouvelle fois une majorité des sièges au Québec.

## Date des élections
La législature précédant les élections de 2008 est dirigée par le plus petit gouvernement minoritaire dans l’histoire du Canada — avec seulement 40,6 % des sièges à la Chambre des communes — formé par le Parti conservateur du Canada. Bien que la durée moyenne d’une législature minoritaire au Canada est de un an et demi, les gouvernements minoritaires conservateurs ont tendance à être beaucoup plus éphémères : la minorité conservatrice ayant duré le plus longtemps était précédemment de 6 mois et 19 jours. Le 24 octobre 2007, la 39e législature est devenue le gouvernement minoritaire conservateur ayant duré le plus longtemps dans l’histoire du Canada.
En 2006, le gouvernement conservateur avait fait adopter la loi C-16 qui modifie la Loi électorale du Canada pour instaurer des dates fixes pour les élections. La loi prévoit qu’il devait y avoir une élection le troisième lundi d'octobre en 2009 (19 octobre 2009).
Cette loi devait mettre fin au pouvoir traditionnel du premier ministre de choisir une date de scrutin selon son bon vouloir, habituellement après environ quatre ans ou lorsqu’il croit avoir les meilleures chances pour remporter les élections. Toutefois, comme la législature est dirigée par un gouvernement minoritaire, il est possible qu’une élection soit déclenchée plus tôt étant donné que les partis d’opposition peuvent faire tomber le gouvernement sur un vote de confiance. De plus, la Constitution du Canada prévoit toujours que le Parlement peut être dissout par le gouverneur général.
C'est ainsi que le 7 septembre 2008, Stephen Harper demande à la gouverneure générale Michaëlle Jean de dissoudre le Parlement — bien qu'il n'ait pas été défait lors d'un vote de confiance — dans l’espoir de former un gouvernement majoritaire.

## Chronologie
- 7 septembre : annonce de la dissolution de la Chambre des Communes et émission du bref d’élection ;
- 10 septembre : ouverture des bureaux d’Élections Canada dans chacune des 308 circonscriptions ;
- 22 septembre : dernier jour pour les mises en candidature ;
- 24 septembre : publication de la liste des candidatures confirmées ;
- 1er octobre : débat des chefs (en français) ;
- 2 octobre : débat des chefs (en anglais) ;
- 3, 4 et 6 octobre : jours de vote par anticipation ;
- 14 octobre : jour du scrutin ;
- 21 octobre : dernier jour pour valider les résultats.

## Députés ne se présentant pas à la réélection

### Conservateurs
- Ken Epp, Edmonton—Sherwood Park (Alberta)[2]
- John Williams, Edmonton—St. Albert (Alberta)[3].

### Libéraux
- Raymond Bonin, Nickel Belt (Ontario)[4]
- Brenda Chamberlain, Guelph (Ontario)[5]
- Jean Lapierre, Outremont (Québec)[6]
- Paul Martin, LaSalle—Émard (Québec)[6]
- Bill Graham, Toronto-Centre (Ontario)[7]

### Bloquistes
- Yvan Loubier, Saint-Hyacinthe—Bagot (Québec)[8]
- Raymond Gravel, Repentigny (Québec)[9]

## Campagne

### Enjeux
Comme dans toute campagne électorale, plusieurs enjeux sont soulevés par les différents partis politiques. Les enjeux peuvent différer d'une province à l'autre selon la couverture qu'en font les médias provinciaux. Il est à noter que la campagne de 2008 marque la première participation du Parti vert du Canada aux débats des chefs, avec la chef du parti Elizabeth May.

#### Environnement
L'imposition d'une taxe sur le carbone proposée par le Parti libéral est un enjeu important en Alberta. En effet, l'extraction des sables bitumineux de cette province est une source d'émission de gaz à effet de serre importante.
Le Parti conservateur ainsi que le NPD ont promis de ne pas imposer de taxe sur le carbone.

#### Légitimité du Bloc québécois
D'anciens membres et députés bloquistes ainsi que le parti conservateur ont remis en cause à plusieurs reprises la légitimité du Bloc québécois à Ottawa. Le 21 septembre 2008, le sénateur conservateur Michael Fortier s'est installé devant le siège social du Bloc québécois, à Montréal, avec une pancarte où l'on pouvait lire, entre autres, que le Bloc québécois a coûté 350 millions de dollars aux contribuables depuis sa formation, sans aucun bénéfice en retour.
En réponse à ces allégations, le chef bloquiste Gilles Duceppe a répondu : « Un député, quelle que soit sa couleur, ça coûte le même prix. Alors, tant qu’à payer, aussi bien choisir quelqu’un qui nous représente véritablement ; avoir un député du Bloc qui se tient debout, plutôt que de payer quelqu’un qui va se mettre à genoux au pouvoir. ».

#### Sorties des artistes
Depuis le printemps 2008, une dizaine de programmes de subventions aux artistes canadiens ont été coupés. Face aux différentes critiques, la ministre du patrimoine Josée Verner a indiqué, en août 2008, que le « gouvernement veut mettre en place un outil plus efficace pour promouvoir les artistes canadiens à l'étranger. ».
Malgré cette sortie, plusieurs artistes québécois ont critiqué le gouvernement conservateur lors du gala des prix Gémeaux le 14 septembre 2008. Le gala fut suivi par environ 1,4 million de téléspectateurs.
Quelques jours plus tard, une vidéo humoristique, mise en ligne sur YouTube et mettant en scène les acteurs Stéphane Rousseau et Benoît Brière ainsi que le l'auteur-compositeur-interprète Michel Rivard, critiquait, entre autres, une récente mesure gouvernementale visant à ne pas subventionner des œuvres artistiques jugées dommageables pour l'image du Canada. Sa forte visibilité médiatique et diffusion informatique (40 000 visionnements en 24 heures, environ un demi-million en une semaine) ont confirmé que les subventions aux artistes seraient un enjeu électoral important lors de cette élection fédérale.
Le 26 septembre 2008, une lettre ouverte de Normand Latourelle, directeur artistique de Cavalia, est publiée. Celui-ci dénonce le tollé des artistes et affirme que le gouvernement fédéral a bien fait de couper des programmes en culture désuets et difficiles d'accès.

### Soutiens de la presse
| Titre              | En 2006 | En 2006             | En 2008       | En 2008       |
| ------------------ | ------- | ------------------- | ------------- | ------------- |
| Le Devoir          |         | Bloc                |               | Bloc          |
| Le Soleil          |         | Conservateur        | Aucun (min.), | Aucun (min.), |
| La Presse          |         | Conservateur        | Aucun         | Aucun         |
| The Gazette        |         | Conservateur        |               | Conservateur  |
| The Globe and Mail |         | Conservateur        |               | Conservateur  |
| Le Droit           |         | Conservateur (min.) | Aucun,        | Aucun,        |
| Toronto Star       |         | Libéral             |               | Libéral       |
| Calgary Herald     |         | Conservateur        |               | Conservateur  |
| National Post      |         | Conservateur        |               | Conservateur  |

Le Parti conservateur perd ses appuis acquis en 2006 dans la presse francophone. Seul Le Devoir maintient son appui au Bloc, tandis que les autres titres francophones ne donnent pas de soutien. Les journaux anglophones maintiennent leur appui au Parti conservateur, à l'exception du Toronto Star qui appuie le Parti libéral, comme lors des élections précédentes.

## Sondages
| Évolution des intentions de vote des élections de 2006 à celles de 2008                                                       |                                                                 |
| |                                                                 |
| Pendant la 39e législature du Canada                                                                                          | Pendant la campagne électorale (7 septembre au 14 octobre 2008) |
| - Parti conservateur du Canada - Parti libéral du Canada - Nouveau parti démocratique - Bloc québécois - Parti vert du Canada |                                                                 |

## Résultats
Les conservateurs de Stephen Harper font élire 143 députés, contre 77 pour les libéraux. Le Bloc québécois obtient 49 sièges et le NPD remporte 37 sièges, le deuxième meilleur score de son histoire (après les 43 sièges remportés aux élections de 1988). Un indépendant est élu au Québec et un autre en Nouvelle-Écosse.
Les conservateurs sont entièrement absents de la grande région de Montréal pour un deuxième mandat consécutif. Michael Fortier, sénateur et ministre des Travaux publics à la dissolution de la chambre, est défait dans la circonscription de Vaudreuil-Soulanges. Cette élection marque également le début de la carrière politique de Justin Trudeau, fils de l'ancien premier ministre Pierre Elliott Trudeau, qui fait son entrée aux Communes en défaisant la députée bloquiste Vivian Barbot.
Thomas Mulcair est élu dans la circonscription d'Outremont, qu'il détient depuis l'élection partielle de septembre 2007. Il est le premier député néo-démocrate élu au Québec lors d'une élection générale. Le député vert Blair Wilson (transfuge libéral devenu député vert une semaine avant le déclenchement des élections, le 30 août 2008) est défait dans sa circonscription britanno-colombienne de West Vancouver-Sunshine Coast-Sea to Sky Country.
58 % des électeurs se sont prévalus de leur droit de vote, le plus haut taux d'absentéisme électoral dans l'histoire récente du Canada.

### Dans le pays

Répartition des voix.

Distribution initiale des sièges à la Chambre des communes après les élections de 2008.
Conservateurs (143)
Libéraux (77)
Bloquistes (49)
Néo-démocrates (37)
Indépendant (2)

|                                                 |                                   |                                   |                     |        |        |        |        |               |        |       |
| Parti                                           | Parti                             | Chef                              | Nombre de candidats | Sièges | Sièges | Sièges | Sièges | Voix          | Voix   | Voix  |
| Parti                                           | Parti                             | Chef                              | Nombre de candidats | 2006   | Diss.  | 2008   | Diff.  | Nombre absolu | %      | Diff. |
|                                                 | Parti conservateur                | Stephen Harper                    | 307                 | 124    | 127    | 143    | +19    | 5 209 069     | 37,6 % | +1,4  |
|                                                 | Parti libéral                     | Stéphane Dion                     | 307                 | 103    | 95     | 77     | -26    | 3 633 185     | 26,3 % | - 3,9 |
|                                                 | Bloc québécois                    | Gilles Duceppe                    | 75                  | 51     | 48     | 49     | -2     | 1 379 991     | 10,0 % | - 0,5 |
|                                                 | Nouveau Parti démocratique        | Jack Layton                       | 308                 | 29     | 30     | 37     | +8     | 2 515 288     | 18,2 % | +0,7  |
|                                                 | Indépendant / Aucune appartenance | Indépendant / Aucune appartenance | 71                  | 1      | 3      | 2      | +1     | 94 844        | 0,7 %  | +0,1  |
|                                                 | Parti vert                        | Elizabeth May                     | 303                 | -      | 1      | 0      | 0      | 937 613       | 6,8 %  | +2,3  |
|                                                 | Parti de l'héritage chrétien      | Ron Gray                          | 59                  | -      | -      | 0      |        | 26 475        | 0,2 %  | +/-0  |
|                                                 | Parti marxiste-léniniste          | Anna Di Carlo                     | 59                  | -      | -      | 0      |        | 8 565         | 0,1 %  | +/-0  |
|                                                 | Parti libertarien                 | Dennis Young                      | 26                  | -      | -      | 0      |        | 7 300         | 0,1 %  | +/-0  |
|                                                 | Parti progressiste canadien       | Sinclair Stevens                  | 10                  | -      | -      | 0      |        | 5 860         | 0 %    | +/-0  |
|                                                 | Parti communiste                  | Miguel Figueroa                   | 24                  | -      | -      | 0      |        | 3 572         | 0 %    | +/-0  |
|                                                 | Action canadienne                 | Connie Fogal                      | 20                  | -      | -      | 0      |        | 3 455         | 0 %    | +/-0  |
|                                                 | Parti marijuana                   | Blair Longley                     | 8                   | -      | -      | 0      |        | 2 298         | 0 %    | +/-0  |
|                                                 | neorhino.ca                       | François Yo Gourd                 | 7                   | -      | -      | 0      |        | 2 122         | 0 %    | +/-0  |
|                                                 | Newfoundland et Labrador d'abord  | Thomas V. Hickey                  | 3                   | -      | -      | 0      |        | 1 713         | 0 %    | +/-0  |
|                                                 | First Peoples                     | Barbara Wardlaw                   | 6                   | -      | -      | 0      |        | 1 611         | 0 %    | +/-0  |
|                                                 | Alliance animaux environnement    | Liz White                         | 4                   | -      | -      | 0      |        | 527           | 0 %    | +/-0  |
|                                                 | Travailler moins                  | Conrad Schmidt                    | 1                   | -      | -      | 0      |        | 425           | 0 %    | +/-0  |
|                                                 | Parti du bloc de l'ouest          | Doug Christie                     | 1                   | -      | -      | 0      |        | 195           | 0 %    | +/-0  |
|                                                 | Pouvoir politique du peuple       | Roger Poisson                     | 2                   | -      | -      | 0      |        | 186           | 0 %    | +/-0  |
|                                                 | Vacant                            | Vacant                            | Vacant              | Vacant | 4      |        |        |               |        |       |
| Total                                           | Total                             | Total                             | 1 601               | 308    | 308    |        |        | 13 834 294    |        |       |
| Source : Élections Canada & Position des Partis |                                   |                                   |                     |        |        |        |        |               |        |       |

### Par province
| Parti          | Parti                          | Parti          | C-B  | AB   | SK   | MB   | ON   | QC   | N-B  | N-É  | ÎPE  | TNL  | NU   | TNO  | YT   | Total |
| -------------- | ------------------------------ | -------------- | ---- | ---- | ---- | ---- | ---- | ---- | ---- | ---- | ---- | ---- | ---- | ---- | ---- | ----- |
|                | Conservateur                   | Sièges :       | 22   | 27   | 13   | 9    | 51   | 10   | 6    | 3    | 1    | -    | 1    | -    | -    | 143   |
|                | Conservateur                   | Voix :         | 44,4 | 64,6 | 53,7 | 48,8 | 39,2 | 21,7 | 39,4 | 26,1 | 36,2 | 16,5 | 34,8 | 37,6 | 32,8 | 37,6  |
|                | Libéral                        | Sièges :       | 5    | -    | 1    | 1    | 38   | 14   | 3    | 5    | 3    | 6    | -    | -    | 1    | 77    |
|                | Libéral                        | Voix :         | 19,3 | 11,4 | 14,9 | 19,1 | 33,8 | 23,7 | 32,4 | 29,8 | 47,7 | 46,6 | 29,2 | 13,6 | 45,3 | 26,2  |
|                | Bloc québécois                 | Sièges         |      |      |      |      |      | 49   |      |      |      |      |      |      |      | 49    |
|                | Bloc québécois                 | Voix :         |      |      |      |      |      | 38,1 |      |      |      |      |      |      |      | 10,0  |
|                | NPD                            | Sièges :       | 9    | 1    | -    | 4    | 17   | 1    | 1    | 2    | -    | 1    | -    | 1    | -    | 37    |
|                | NPD                            | Voix :         | 26,1 | 12,7 | 25,6 | 24,0 | 18,2 | 12,2 | 21,9 | 28,9 | 9,8  | 33,9 | 27,6 | 41,5 | 9,0  | 18,2  |
|                | Indépendant/Aucune affiliation | Sièges :       |      |      |      |      |      | 1    |      | 1    |      |      |      |      |      | 2     |
|                | Indépendant/Aucune affiliation | Voix           |      |      |      |      |      | 0,9  |      | 6,6  |      |      |      |      |      | 0,7   |
| Total sièges : | Total sièges :                 | Total sièges : | 36   | 28   | 14   | 14   | 106  | 75   | 10   | 11   | 4    | 7    | 1    | 1    | 1    | 308   |